# 刘家祺
刘家祺（1897年—1981年），中国爱国侨领，原名刘佳其，梅州扎田上村人，父亲刘富兴，母亲李菊英。

## 经历
劉家祺在乡下小学唸书，升入东山中学后，因貧辍学。为谋生计，在刘志陆部下当兵，历任排长，连长，中校军需长等職，后来辞去军职，到上海从事电影工作。於1927年由叔伯带他到印尼從事皮革工人，后末自己开始做家庭作坊式的皮革加工生意，由於他为人篤实，信守商业道德，所以生意蒸蒸日上，曾被美誉为「侨界之光」。
中华人民共和国成之后，刘家祺与当时首届印尼华人回国观光团副主席刘宜应先生，一起返祖国大陸，参加中华人民共和国的建设，投入大量海外资金，捐赠於教育，文化，如广州华侨小学图书馆，广州侨光中学，梅县华侨中学校舍「松山堂」等等。
他在1951年和義兄刘宜应等大批印尼华侨回国，率先与广东省工业厅合作成立了公私合营华侨工业建设公司，並於1955年动工建立广州市华侨新村，隨後他們並亲自落户广州市华侨新村和平路2，5号，愛囯路2，3和11号。回国后，他们参与了新中國的建设，加入广东省华侨投资公司，引入南洋经验，为當地建立不少工廠，並熱心公共福利事业，乐於助人，刘家祺曾出任广州市侨务局副局长、全国侨联委员、广东省侨联副主席、广东省政協常委，广州侨光中学董事长，广东省华侨事务委员会委员等職务。
刘家祺在文革时期被打成资本家，受到不公平对待，文革中期，受到葉劍英，葉選平等领导的保擭，70年代经批准到香港。他在港也參加同乡的嘉屬商会、香港中国总工会，並从事国货公司的生意，相继与友好开办了多間国货公司，有中侨，中新，中联，新华，宏兴等。
参考文獻：
华侨的贡献
广州侨光中学

歷任職位：
1955年3月23日广东省华侨投资公司召开第一届第一次董事会议，选出第一届董事会成员，常务董事19人，董事长纪锦章，副董事长黄洁、邓文钊、徐绳周、黄长水、蚁美厚、王源兴、王宽诚、马万棋，总经理徐绳周(兼)，副总经理李祝朝、薛两清、陈君冷、许崇德(1957年增补)。1957年5月16日召开第二届第一次董事会议，选出第二届董事会成员，常务董事20人，董事长罗理实，副董事长黄洁、对文钊、徐绳周、黄长水、蚁美厚、王源兴、刘宜应、马万棋、王宽诚、刘家棋。1959年3月30日召开第二届第五次董事会议，经过协商，选出第三届董事会成员，常务董事27人，董事长谭天度，副董事长黄洁、邓文钊、徐绳周、黄长水、蚁美厚、王源兴、刘宜应、刘家祺、王宽诚、马万棋。1963年5月4日召开的第四届第一次董事会议，选出第四届董事会成员，常务董事29人，董事长谭天度，副董事长黄洁、邓文钊、徐绳周、黄长水、蚁美厚、王源兴、刘宜应、刘家棋、王宽诚、马万祺、李祝朝。从1956年5月上旬开始按年利8厘发付年度股息。“文化大革命”期间公司被迫停业，所属企业、工厂均拨归地方管理，还本付息的工作移交广州中国银行负责。
家族:
正室，钟莲英, 育有四子，刘囯珍 ，刘国生，刘国正，刘国展，童养媳, 刘玉珍。
客家刘氏源流考 - 华夏刘氏族谱网
从叶剑英到曾宪梓的广东梅县东山中学的毕业生
叶剑英同志于1897年4月28日生于广东省梅县雁洋堡。他少年时在丙村三堡学堂和梅县东山中学读书，受到辛亥革命影响，立志报效国家。1916年随父赴南洋。翌年回国，入云南讲武堂学习，毕业后追随孙中山先生，投身于民主革命。
曾宪梓读高中时教室安排在由印尼爱国华侨刘家祺、刘宜应捐建的松山堂里
「海外華僑華人剪報數據庫」
是由香港浸會大學圖書館建立，旨在為公眾及研究人員免費提供有關海外華僑華人研究的報刊資料。 數據庫的重點在收錄中華人民共和國及台灣地區有關僑務政策的報導，大致可劃分為僑務機構的工作，僑匯，吸引僑資，僑鄉情況， 接待華僑回國觀光，安置歸僑及國內提供的華僑教育等。此批僑務政策的剪報，只屬二十萬份友聯研究所蒐集的海外華僑華人剪報中的一部份。 剪報取材以 1950 至 1971 年出版的中港台報章為主，兼及東南亞等 17 個國家的報刊，約共 230 種中文報章及 40 種中文期刊。
1. 1 2  .   [2015-06-13]. （原始内容存档于2015-09-24）.
2. ↑  .   [2015-06-13]. （原始内容存档于2020-12-09）.
3. ↑  .   [2015-06-13]. （原始内容存档于2015-06-15）.
4. ↑  .   [2015-06-13]. （原始内容存档于2020-06-29）.
5. ↑  .   [2015-06-13]. （原始内容存档于2019-09-12）.
6. ↑  .   [2015-06-13]. （原始内容存档于2016-03-04）.